# Воронцов, Юрий Васильевич (композитор, 1952)
Юрий Васильевич Воронцов (род. 21 октября 1952, Москва) — советский и российский композитор, преподаватель композиции и музыкально-теоретических дисциплин. Член Союза композиторов России, Правления московского отделения и Приёмной комиссии этой организации, профессор кафедры сочинения МГК им. П. И. Чайковского и преподаватель композиции в Государственном музыкальном училище РАМ им. Гнесиных.

## Биография
Юрий Васильевич Воронцов родился 21 октября 1952 года в Москве. В 1972 году окончил Государственное музыкальное училище РАМ имени Гнесиных, в 1977 году — теоретико-композиторский факультет МГК им. П. И. Чайковского, а в 1980 году — ассистентуру-стажировку в ней. Его основными педагогами по специальным дисциплинам являлись Е. К. Голубев (композиция) и Н. П. Раков (инструментовка). На последнем году обучения в ассистентуре-стажировке Юрий Васильевич начал преподавательскую деятельность в ГМУ РАМ им. Гнесиных и МГК им. П. И. Чайковского. В последней он с 1992 года стал вести свой спецкласс композиции, а с 1998 года вступил в должность профессора кафедры сочинения.
Член Союза композиторов России; с 2002 года входит в состав Правления Союза, а с 2004 года — в состав Приёмной комиссии Союза.

## Творчество
Основными направлениями творческой деятельности Ю. В. Воронцова являются оркестровые произведения, вокально-симфоническая и хоровая музыка. Является автором четырёх симфоний, вокально-симфонических и хоровых кантат, Сонаты для двух фортепиано, камерных циклов, а также детских мюзиклов.

## Основные сочинения
- 4 симфонии
- «Пастораль»
- «10 взглядов на 10 заповедей», посвященное газете «Музыкальное обозрение» (2005)
- Соната для 2-х фортепиано (1977)
- «Музыкальная галерея» — цикл в 11 частях (1991)
- «Реинкарнация» (посвящена Ю. Н. Холопову) (2002)
- «Сириус» (посвящение В. Н. Холоповой) (2005)
- «Русская деревня» — 10 хоров на стихи советских поэтов (1982)
- «Откровение» — концерт для хора на тексты из «Апокалипсиса» (1998), одночастный; 2-я редакция (2005) в 4 частях
- «Мир, рождённый на войне» — оратория для хора с оркестром в 5 частях на стихи советских поэтов (1983)
- «Времена года» — кантата для детского хора и камерного оркестра в 7 частях на стихи Ф. Тютчева (1987)
- «Чудеса воображения Уолтера Де ла Мэра», концерт в 4 частях для детского хора без сопровождения (2005)
- Вокальный цикл на стихи Б. Ахмадулиной для меццо-сопрано и фортепиано — 6 романсов (1987)
- Соната для скрипки и фортепиано (1987)
- «Отпевание» — квинтет для 2-х труб, валторны, тромбона и тубы (1989)
- «Элегия» — для струнного оркестра и колоколов (1991)
- «Con amore» — трио для кларнета, виолончели и фортепиано (1997)
- «Lakrimoza» — для камерного оркестра (2004)
- Сюита в 3 частях для органа(2003)
- Детские мюзиклы для Театра-студии "Синяя птица" (г.о.Подольск): «Дюймовочка» — по сказке Г. Андерсена (1994); «Сказка о царе Салтане» по сказке А. С. Пушкина (1999)  и др.